# Сендик Родригес, Рауль Фернандо
Рауль Фернандо Сендик Родригес (исп. Raúl Fernando Sendic Rodríguez; род. 29 августа 1962, Пайсанду) — уругвайский политический и государственный деятель, вице-президент (2015—2017).

## Биография
Родился 29 августа 1962 года в городе Пайсанду, Уругвай, в семье Рауля Сендика и его супруги Нильды Родригес. Его раннее детство прошло в Уругвае, а с 1980 по 1984 год он проживал на Кубе, после чего вернулся на родину.
Сендик в течение пяти лет учился на медицинском факультете Гаванского университета, по окончании которого диплома так и не получил. Позднее он также прошёл краткий курс по генетике человека, подготавливающий будущих преподавателей. Позднее, в феврале 2016 года, документы об образовании Сендика стали предметом споров, поскольку в его официальной биографии указано, что он получил степень в области генетики человека, но никаких документов, подтверждающих это утверждение, обнаружено не было.
После окончания обучения Сендик стал политическим активистом Движения 26 марта. В феврале 2000 года он был избран членом Палаты представителей Уругвая от Монтевидео, представляя свой избирательный округ на протяжении пяти лет, проиграв выборы 2004 года.
После успешной карьеры в уругвайской нефтяной компании ANCAP, Сендик занял пост министра производства, энергетики и горнодобывающей промышленности, который сохранял до 1 марта 2010 года. 
В течение своего первого президентского срока Табаре Васкес нередко упоминал Сендика как своего возможного напарника на следующих президентских выборах. Это было связано с тем, что Сендик на фоне стареющих политиков Широкого фронта казался более перспективным кандидатом, способным привести в правительство молодых специалистов. После успешной президентской кампании 1 марта 2015 года Сендик вступил в должность вице-президента Уругвая. Уже в первые недели на посту он привлёк широкое внимание своими громкими заявлениями о сохранении идеологических и семейных ценностей, основанных на недопустимости повторения в стране политических событий, произошедших 40 лет назад.
Спустя несколько месяцев пребывания на посту вице-президента Сендик оказался в центре ряда политических скандалов. Уже к началу 2016 года нефтяная компания ANCAP, которую Сендик возглавлял на протяжении нескольких лет, пришла в упадок. В связи с этим Сенат страны проголосовал за создание специальной комиссии, которая должна была расследовать причины произошедшего. Кроме того, деятельность Сендика на посту президента компании широко критиковалась рядом журналистов и политических деятелей. Помимо этого, в феврале 2016 года в интервью газете «El Observador» Сендик признал, что не получал степень в области генетики человека. Однако, несколько дней спустя он заявил об обратном и сообщил, что отправил запрос о получении документов, подтверждающих наличие у него учёной степени, которых в итоге так и не предоставил. Эти скандалы и давление коллег по политическому альянсу «Широкий фронт» вынудили Сендика уйти в отставку в сентябре 2017 года, сославшись на личные причины.
В марте 2018 года, после того как Сендик был привлечён к судебному разбирательству, бывший президент Уругвая Хосе Мухика сделал ряд публичных заявлений о поведении и карьере Сендика на прошлых государственных постах, что нанесло серьёзный ущерб дальнейшей карьере экс-вице-президента.